# ایل باوی
ایل بابوی که در گفتار عامیانه مردم منطقه باوی تلفظ می‌شود، یکی از ایلات لر استان کهگیلویه و بویراحمد و جزو لرهای جنوبی اند. مردم این ایل پیرو مذهب شیعه می‌باشند. نام این ایل به صورت «بابویی» و «بابوی» آمده است، نخستین بار کریم خان زند در ۱۱۷۳ق از این ایل با نام «بابوی» و انتصاب کلانتر آن به بیگلر بیگی کهگیلویه یاد کرده است.

## تقسیمات
ایل باوی دارای ۴ طایفه بزرگ و ۲ طایفه مستقل است:
طایفه دولتیاری:
پیچ‌آبی، ملای‌تمی، چاله‌کُونی، اولادمیرزا، اولادهادی.
طایفه شیخ جلیل:
شادگان، لار (باشت)، کوهسرک، تل چگاه، شاه‌بهرام، فتح، نیمدور.
طایفه گشین:
امیرشیخی (امیشخی)، بامیرشیخی (بامیشخی) زیردستان امیرشیخی‌ها، شیاس، سرتنگی، ظفری، کاحسنعلی.
طایفه عالیشاهی:
عبدالملکی، کیسفی (کایوسفی)، کی گیوی، بساقی، نارک، گناوه لری بزرگ
طایفه مستقل:
نارگ موسی
شاهزینعلی، زاداحمدی، کته، عنا، بحرینی، بیدک، سرابیز

## خاستگاه
در نوشته‌های پیش از دوره صفوی از ایلی به نام باوی، بابویی یا بابوی در منطقه کهگیلویه یا مناطق لُرنشین نام برده نشده است، تنها در یک سند ملکی متعلق به یکی از خوانین دشمن زیاری کهگیلویه که در سال ۱۰۳۸ق نوشته شده، از شخصی به نام «ملک حسین ولد شاهقلی بابویی دولتیاری» نام برده شده است، هم‌اکنون «دولتیاری» که در گویش لری جنوبی «دولیاری» تلفظ می‌شود یکی از شاخه‌های اصلی ایل «بابویی» یا باوی استمیرک حسینی نیز در کتاب ریاض‌الفردوس (تألیف: ۱۰۸۳ق) که حدود نیم قرن بعد از آن سند نوشته شده، و حاوی مطالب فراوانی دربارهٔ کهگیلویه و ایلات آن است، به باوی، بابویی یا بابوی اشاره‌ای ندارد. نخستین بار کریم خان در ۱۱۷۳ق از ایل باوی با نام بابوی و انتصاب کلانتر آن به بیگلر بیگی کهگیلویه یاد کرده، اما به پیوستگی قومی باوی‌ها اشاره‌ای نکرده است. مینورسکی عقیده دارد که نام باوی ممکن است از نام کوهی در جنوبِ خرم‌آباد گرفته شده است، همچنین اولین بار حسن فسایی‌ ایل «بابویی» را به خاطر شباهت واژهٔ «باوی» که در گفتار عامیانه مردم منطقه کاربرد دارد به نادرست شعبه‌ای از اعراب باوی خوزستان دانسته است. دوبُد که در ۱۲۵۷ق‌/۱۸۴۱م به کهگیلویه سفر کرده،انتساب ایل باوی کهگیلویه به اعراب باوی خوزستان به سادگی پذیرفتنی نیست، زیرا اولاً ایل باوی از تیره‌ها و طوایف متعددی تشکیل شده است که منشأ واحدی ندارند و هر گروه شجره‌نامه جداگانه‌ای دارد؛ ثانیاً ساکنان پشتکوه که بیشتر طوایف و تیره‌های باوی را تشکیل می‌دهند، از بومیان قدیمی و لر زبان به‌شمار می‌روند و ثالثاً فرزند ارشد کلانتر سابق ایل، به نقل از پدر و نیاکانش می‌گوید که اجداد او ابتدا از کهگیلویه به خوزستان مهاجرت کرده‌اند و سپس مجدداً به موطن اصلی خود بازگشته‌اند. این گفته را نوشته میرک حسینیمبنی بر اینکه در ۱۰۳۸ق حدود هزار خانوار از مردم کهگیلویه در خلف آباد خوزستان مسکن داشته‌اند، اهمیت می‌بخشد. لایارد از وجود قبیله دشمن زیاری کهگیلویه و ساکی لرستان در حویزه (هویزه) خبر داده است.هنری فیلد نیز تیره البوکردان اعراب باوی را در اصل بختیاری دانسته است. از این‌رو، محتمل است که گروهی از بابوییهای کهگیلویه در گذشته به منطقه‌ای که بعدها به تصرف کعب درآمد، مهاجرت کرده، و سپس به کهگیلویه بازگشته‌اند.

## نام‌گذاری
نام این ایل به صورت بابوی و بابویی آمده است. اما مردم این ایل در گفتار عامیانه خود را باوی می‌نامند. تشابه اسمی بین باوی‌های خوزستان و کهگیلویه موجب شده است که بعضی‌ها به اشتباه این ایل را عرب زبان و موسوم به خوزستان بدانند.

## تاریخ
در دوران صفویه اسمی از این ایل برده نشده بنابر گفته دوبد در دوران افشاریه این ایل به خراسان کوچانده شد و رئیس آن‌ها شیخ هاشم باوی به دستور نادرشاه نابینا گردید. اولین بار در دوران زندیه کریم خان زند از این ایل به نام بابوی یاد کرده که کلانتر این ایل را به عنوان بیگلربیگلی کهگیلویه و ایلات آن انتخاب کرده است. در سال ۱۳۰۹ با هجوم دولت مرکزی و دستور شاه مبنی بر سرکوب مردم کهگیلویه ارتش شاهنشاهی وارد عمل شد که در نتیجه تنش بین حکومت شاهنشاهی ایران و بویراحمدی‌ها بالا گرفت و باعث شد تا دولت پهلوی برای سرکوب کردن مردم بویراحمدی نیروی‌های ارتش خود را از کرمانشاه و کردستان و شیراز و همچنین چریک‌هایی از عشایر ایل قشقایی و فارسیمدان و کازرون به منطقه اعزام کند که در نهایت منجر به جنگ تنگ تامرادی شد.

## جمعیت
جمعیت کنونی باوی مشخص نیست. بارون دوبد در سال ۱۲۵۷ ه‍.ش جمعیت این ایل را ۴۰۰۰ خانوار ذکر می‌کنند. فسائی باوی‌ها را ۱۵۰۰ خانوار ذکر کرده است. امام شوشتری ۱۲۰۰ خانوار تخمین زده است. طبق آخرین آمار جمعیتی از این ایل در سال ۱۳۴۷ جمعیت باوی‌ها ۵۴۶۱ خانوار بوده است.

## دانش طب عامیانه
شرایط اقلیمی حاکم بر استان کهگیلویه و بویراحمد منجر به رویش گیاهان دارویی متنوعی در این استان شده است. شهرستان باشت و گچساران که محل سکونت ایل باوی است نیز استان کهگیلویه و بویراحمد قرار دارد. مردم این ایل از دیرباز برای برطرف کردن نیازهای درمانی خویش از طب عامیانه بهره می‌جسته‌اند. عواملی مثل دسترسی کم به پزشک و آزمون‌ها و خطاهای فراوان در درمان بیماری‌ها توسط درمانگران بومی، منجر به آن شد که امروزه روش‌های درمانی متنوع و قابل تحقیقی در دسترس باشد. با توجه به ارزشمندی داده‌های طب عامیانه و فراموشی تدریجی این داده‌ها از یک سو و ضرورت توجه و بررسی باورهای طب عامیانه از نگاه دارویی و فرهنگی مطالعاتی بر طب عامیانه در این ایل اصیل صورت گرفته که مورد توجه مجلات علمی داخلی و خارجی قرار گرفته‌اند.